# J/24
A J/24 egy egyárbócos, tőkesúlyos, ötszemélyes vitorláshajó és rendkívül népszerű, egységes tervezésű (one design) nemzetközi versenyosztály. 110 ország 165 flottájában 5480 egységet tartanak nyilván. Közel 50 000 ember versenyez J/24-gyel.

## Története
A tervező, Rodney S. Johnstone 1975-ben connecticuti garázsában építette meg az első egységet, a Ragtime-ot. Az 1976-ban vízre került hajó családtagokból verbuvált legénységével igen jól szerepelt a regattákon. A neves hajóépítő cég, a Tillotson Pearson tulajdonosa, Everett Pearson is fantáziát látott a dologban, és az amerikai építési jogokért cserébe elvállalta a hajó professzionális gyártását. Az eredmények láttán Johnstone és testvére, Bob 1977-ben létrehozták a J Boats céget, amely azóta is forgalmazza a hajót. Az első évben 50 db eladását valószínűsítették, ezzel szemben 150 db kelt el. A hajó népszerűsége azóta is töretlen. A J/24-es osztály 1979-ben alakult meg, a Nemzetközi Vitorlásszövetség 1990-ben minősítette nemzetközi osztállyá.

## A hajó
A 24 lábas, azaz 7,32 m hosszú, balsafa maggal készített, üvegszál-műgyanta kompozit építésű hajó rendkívül masszív, robusztus. Az igen erős struktúrát a testhez laminált válaszfal és a találkozási pontokhoz – a test legerősebb részeihez – méretes veretekkel bekötött állókötélzet is biztosítja. Tőkesúlya 435 kg-os ólom-antimon ötvözet. Stabilitása mellett fordulékony, taktikusan vitorlázható hajó. Kis mérete ellenére - és átgondolt, erőteljes kialakítása, minőségi veretezése miatt - tengerálló, biztonságos. Népszerűségét is az ügyes kompromisszumoknak köszönheti - a kis méret, közúton szállíthatóság mellett tengeri körülmények között is élvezetes vitorlásélményt nyújt. Vitorlázata nagyvitorlából, orrvitorlából és a bőszeles szakaszokon használható spinakkerből áll. Kormánya szabad, fartükörre függesztett.
Mivel a Nemzetközi Vitorlásszövetség által ellenőrzött One-Design osztály, a hajók gyakorlatilag egyformák. A jogokat birtokló J Boats cég szigorú feltételekkel és csak néhány cégnek (2013-ban a világon összesen hatnak) ad építési licencet. A One-Design koncepció kedvez a nagy flották kialakulásának, hiszen az azonos kialakítású egységekkel időkorrekció nélküli, látványos versenyek futhatók, a hajók tuningolásának lehetőségei - és költségei is - korlátozottak és nincs szükség bonyolult felmérési procedúrára sem. A versenyeken elsősorban a vitorlás tudás számít, így az abszolút profik és a lelkes amatőrök ugyanabban a mezőnyben versenyezhetnek. Az osztály története során öt kontinensen 29 világbajnokságot futottak, és olyan világbajnokokkal büszkélkedhetnek, mint Ed Baird (1983), Ken Read (1985, 1986, 1991,1992, 1993, 1994) vagy John Kostecki (1988). De a hajó a versenyzésen kívül túrázásra, hobbihajózásra is ideális part menti vizekre és belvizekre egyaránt.

## Hazai vonatkozások
A hajó 1996-ban jelent meg a Balatonon, az első két egység a Kéttucat és a Hedda volt. 1998 óta önálló hazai osztály. Az osztály jelenleg 25 egységet számlál. A nemzetközi gyakorlathoz hasonlóan sok neves magyar vitorlázó (Litkey Farkas, Nagy R. Attila, Rauschenberger Miklós) versenyzett J/24-ben. Igen aktívan versenyeznek, a One Design Trophy egyik legnagyobb számban megjelenő osztálya és így a magyarországi one-design közösség meghatározója.
Az osztály magyar bajnokai:
| Év    | Hajó          | Kormányos     | Egyesület                              |
| ----- | ------------- | ------------- | -------------------------------------- |
| 2013. | Litkey Sails  | Litkey Farkas | Kenese Marina Port Vízisport Egyesület |
| 2012. | Budapest Bank | Litkey Farkas | Kenese Marina Port Vízisport Egyesület |
| 2011. | Naviscon      | Litkey Farkas | Kenese Marina Port Vízisport Egyesület |
| 2010. | Naviscon      | Litkey Farkas | Kenese Marina Port Vízisport Egyesület |
| 2009. | Imi J         | Székely Antal | Balatoni Hajózási Sport egyesület      |